# Lijst van presidenten van Indonesië
Hieronder volgt een lijst van presidenten van Indonesië. De huidige president van Indonesië is Prabowo Subianto

## Presidenten van Indonesië (1945-heden)
| Nr. | President | President                                                                                              | Ambtstermijn     | Ambtstermijn     | Partij     | Partij |
| --- | --------- | --- | ---------------- | ---------------- | ---------- | ------ |
| 1   |           | Soekarno (1901–1970)                                                                                   | 18 augustus 1945 | 19 december 1948 | PNI        |        |
|     |           | Sjafruddin Prawiranegara (1911-1989) verving Soekarno tijdens diens gevangenschap                      | 19 december 1948 | 13 juli 1949     | partijloos |        |
| 1   |           | Soekarno (1901–1970)                                                                                   | 13 juli 1949     | 27 december 1949 | PNI        |        |
|     |           | Assaat (1904-1976) verving Soekarno tijdens diens Presidentschap van de Verenigde Staten van Indonesië | 27 december 1949 | 15 augustus 1950 | partijloos |        |
| 1   |           | Soekarno (1901–1970)                                                                                   | 15 augustus 1950 | 12 maart 1967    | PNI        |        |
| 2   |           | Soeharto (1921–2008)                                                                                   | 12 maart 1967    | 21 mei 1998      | Golkar     |        |
| 3   |           | Bacharuddin Jusuf Habibie (1936-2019)                                                                  | 21 mei 1998      | 20 oktober 1999  | Golkar     |        |
| 4   |           | Abdurrahman Wahid (1940-2009)                                                                          | 20 oktober 1999  | 23 juli 2001     | PKB        |        |
| 5   |           | Megawati Soekarnoputri (1947)                                                                          | 23 juli 2001     | 20 oktober 2004  | PDI-P      |        |
| 6   |           | Susilo Bambang Yudhoyono (1949)                                                                        | 20 oktober 2004  | 20 oktober 2014  | Demokrat   |        |
| 7   |           | Joko Widodo (1961)                                                                                     | 20 oktober 2014  | 20 Oktober 2024  | PDI-P      |        |
| 8   |           | Prabowo Subianto (1951)                                                                                | 20 oktober 2024  | heden            | Gerindra   |        |